# Вест, Джеймс
Джеймс Уэст (англ. James West; 2 мая 1703 — 2 июля 1772) — британский политик и антиквар.
Член (1727) и президент (1768—1772) Лондонского королевского общества.

## Биография
Он был единственным сыном Ричарда Уэста. Получил образование в колледже Баллиол, Оксфорд (1719). Затем он поступил в Inner Temple, чтобы изучать право, и был принят в коллегию адвокатов в 1728 году, а в 1761 году стал бенчером (то есть судьей).
Был избран членом Королевского общества в 1727 году и занимал пост казначея общества с 1736 по 1768 год. Занимал пост президента Королевского общества с 1768 года до своей смерти в 1772 году.
Избран депутатом парламента от Сент-Олбанса на всеобщих выборах 1741 года. В 1768 году он стал членом партии Боро-Бридж, Йоркшир, где служил до 1772 года. Уэст дважды был младшим секретарем Казначейства и дважды старшим секретарем Казначейства.

## Семья
Он женился на Саре, дочери сэра Томаса Стивенса, богатого лесоторговца из Элтема, графство Кент. Они жили на Пьяцце в Ковент-Гардене и купили Элскот-парк, потом в Глостершире, а теперь в Уорикшире, как загородную резиденцию, где он мог уединиться. Он построил новый дом в готическом стиле, и переехал в 1762 году.
Джеймс Уэст младший, единственный сын Уэста и Сары Стивенс, умер в 1795 году. Таким образом, Элскот-парк перешел к младшему сыну Джеймса Уэста, Джеймсу Роберту Уэсту (умер в 1838 году).